# Università Dōshisha
L'Università Doshisha (同志社大学 Dōshisha daigaku) conosciuta anche come Dodai (同大 Dōdai), è un'università privata a Kyoto, Giappone. Stabilita nel 1875, è una delle più vecchie università dello stato, con oltre 30 000 studenti suddivisi in 4 campus. Doshisha fa parte delle "Global 30" università giapponesi ed è una delle "Kankandoritsu", un gruppo formato dalle 4 università private più rinomate della regione del Kansai, a sud-ovest dello stato. 
Doshisha è stata fondata da Joseph Hardy Neesima con il nome di  "Doshisha English School" e solo nel 1920 gli fu concesso lo status di università. Oggi l'università comprende 14 differenti facoltà e 16 scuole di specializzazione con numerose istituzioni affiliate tra cui la Doshisha Women's College of Liberal Arts.
È membro dell'Istituto europeo per le norme di telecomunicazione (ETSI).

## Storia
L'Università  Doshisha fu creata nel 1875 con il nome di Doshisha English School dall'insegnante protestante Niijima Jō (anche conosciuto con il nome di Joseph Hardy Neesima) con l'intenzione di promuovere un'educazione cristiana in Giappone. Nel 1864 Nijima, nonostante il divieto di viaggiare oltremare imposto dalle autorità nazionali, lasciò il Giappone dirigendosi negli Stati Uniti. Lì studiò presso la Phillips Academy e Amherst College, ritornando in madrepatria nel 1874 e creando, l'anno seguente, la scuola Doshisha ove si adoperò in qualità di presidente fino al 1890, quando venne seguito dallo scrittore e professore Yamamoto Kakuma (1890–1892), da Seito Saibara (1899–1902) il quale fu il primo cristiano membro della dieta giapponese, e dall'ingegnere chimico Kotaro Shimomura (1904-1907).
Dal 1920 Doshisha aveva già ottenuto lo status di università ed era considerata più che qualificata all'interno della tradizione accademica anglo-americana. Durante la seconda guerra mondiale, ai suoi edifici vennero dati nomi giapponese e dal suo curriculum vennero rimossi gli elementi a favore della cultura occidentale e solamente dopo la resa del Giappone l'università poté tornare alle sue condizioni originarie. Il primo corso di laurea fu istituito nel 1953.
L'Amherst College è tuttora in ottimi rapporti con la Doshisha  e a partire dal 1972 ha collaborato con un consorzio di college di arti liberali americano, tra cui l'Amherst, per ospitare l'Associated Kyoto Program, un programma di studio all'estero della durata di 8 mesi offerto ogni anno a studenti di università e college americani. Doshisha inoltre, ospita il Kyoto Consortium for Japanese Studies, un altro programma legato ad università americane il cui obbiettivo è l'apprendimento di un livello di lungua giapponese avanzato.

## I campus
L'università Doshisha possiede due campus principali,  uno in Imadegawa, al centro do Kyoto, il campus Kyotanabe invece è situato a sud della città. Il primo si trova nell'antica residenza di Satsuma Domain ed è stato utilizzato sin dalla fondazione della scuola. Situato al centro della città di Kyoto, il campus Imadegawa si trova a fianco del tempio Shōkoku-ji, e si affaccia sul Kyoto Imperial Palace. Cinque edifici del campus sono stati scelti in quanto importanti proprietà culturali del Giappone, tra i quali la Doshisha Chapel e il Clark Memorial Hall. In questo campus troviamo principalmente corsi di studio quali arti liberali, business, teologia e facoltà di legge. Nel 2012 un'enorme sala comune, la Ryoshinkan, di oltre 40 000 metri quadrati, è stata aperta ed include la stazione metropolitana di Imadegawa, con accesso alla Karasuma Line.

Il campus Kyotanabe, aperto nel 1986, in Kyōtanabe, Kyoto, fa parte del Kansai Science City. Con un'estensione di 0.79 chilometri quadrati, viene utilizzato principalmente per le facoltà di ingegneria e quelle scientifiche. Nel 2012 è stato costruito il campus Karasuma a circa 300 metri di distanza dal campus Imadegawa ed al suo interno contiene l'International Education Institute, il Graduate School of Global Studies e la Faculty of Global and Regional Studies. 

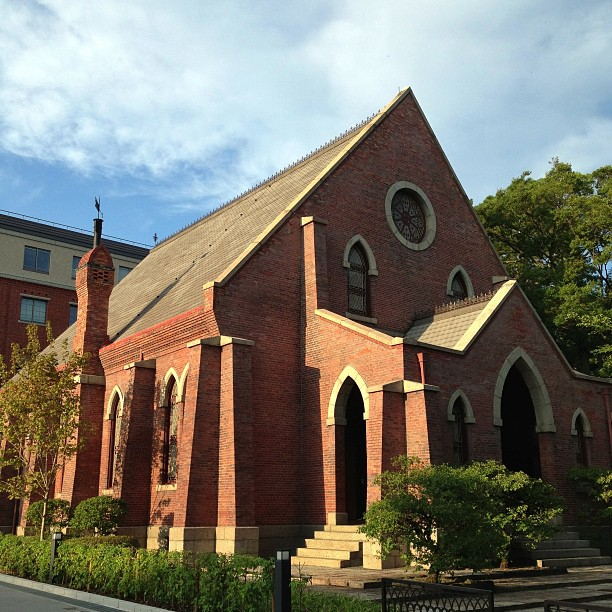
Doshisha Chapel, Imadegawa
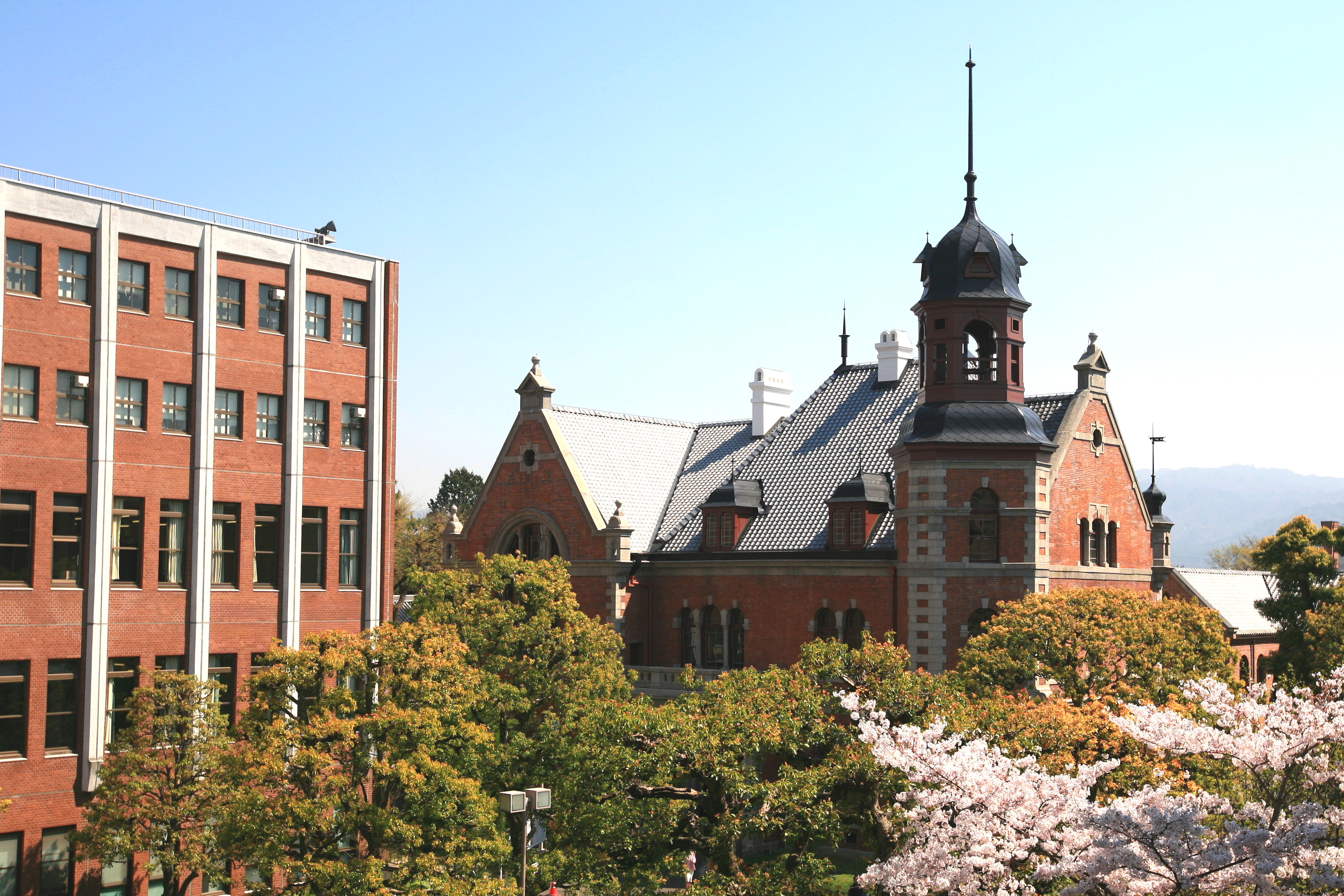
Clark Memorial Hall, Imadegawa
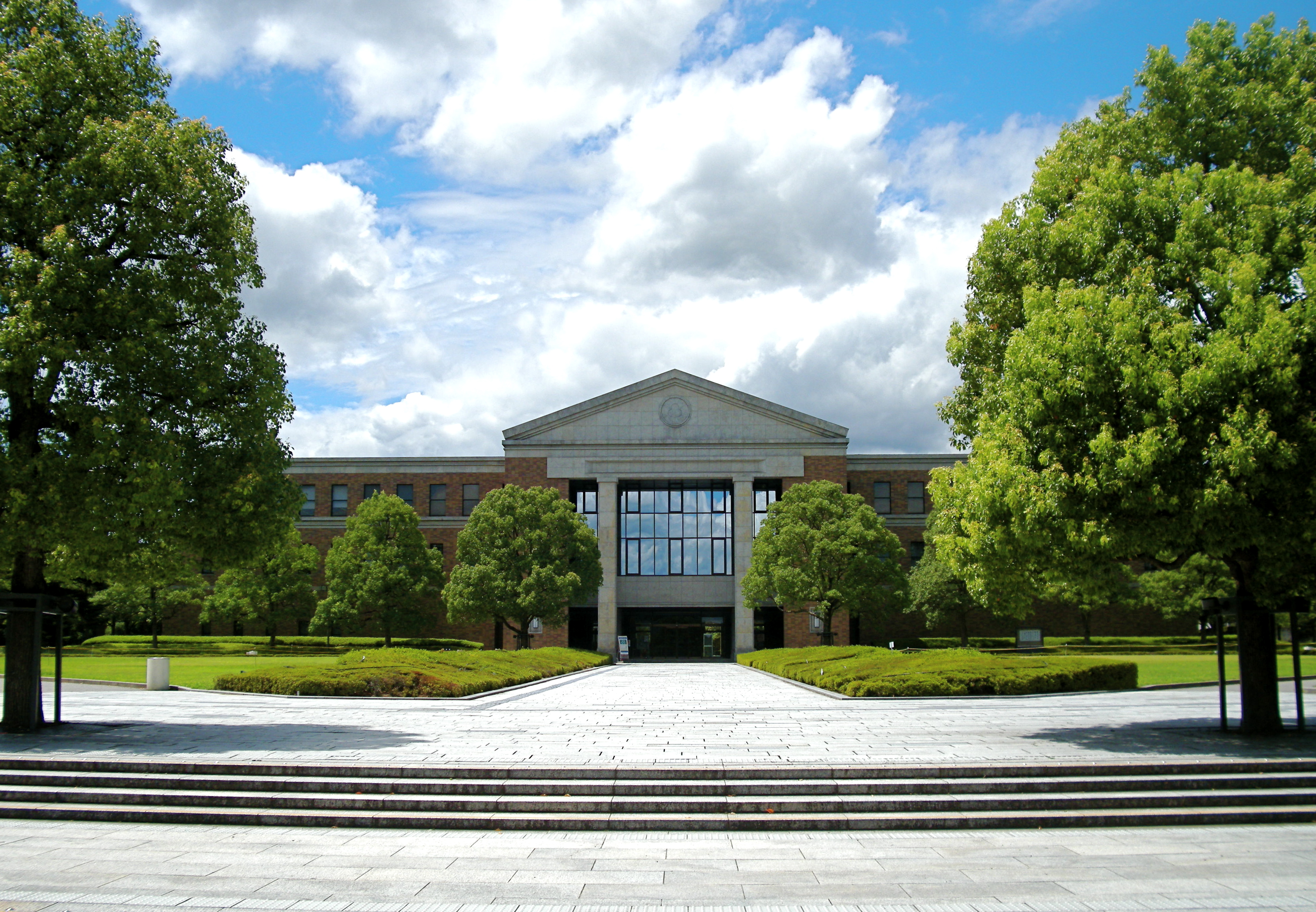
The Learned Memorial Library, Kyotanabe
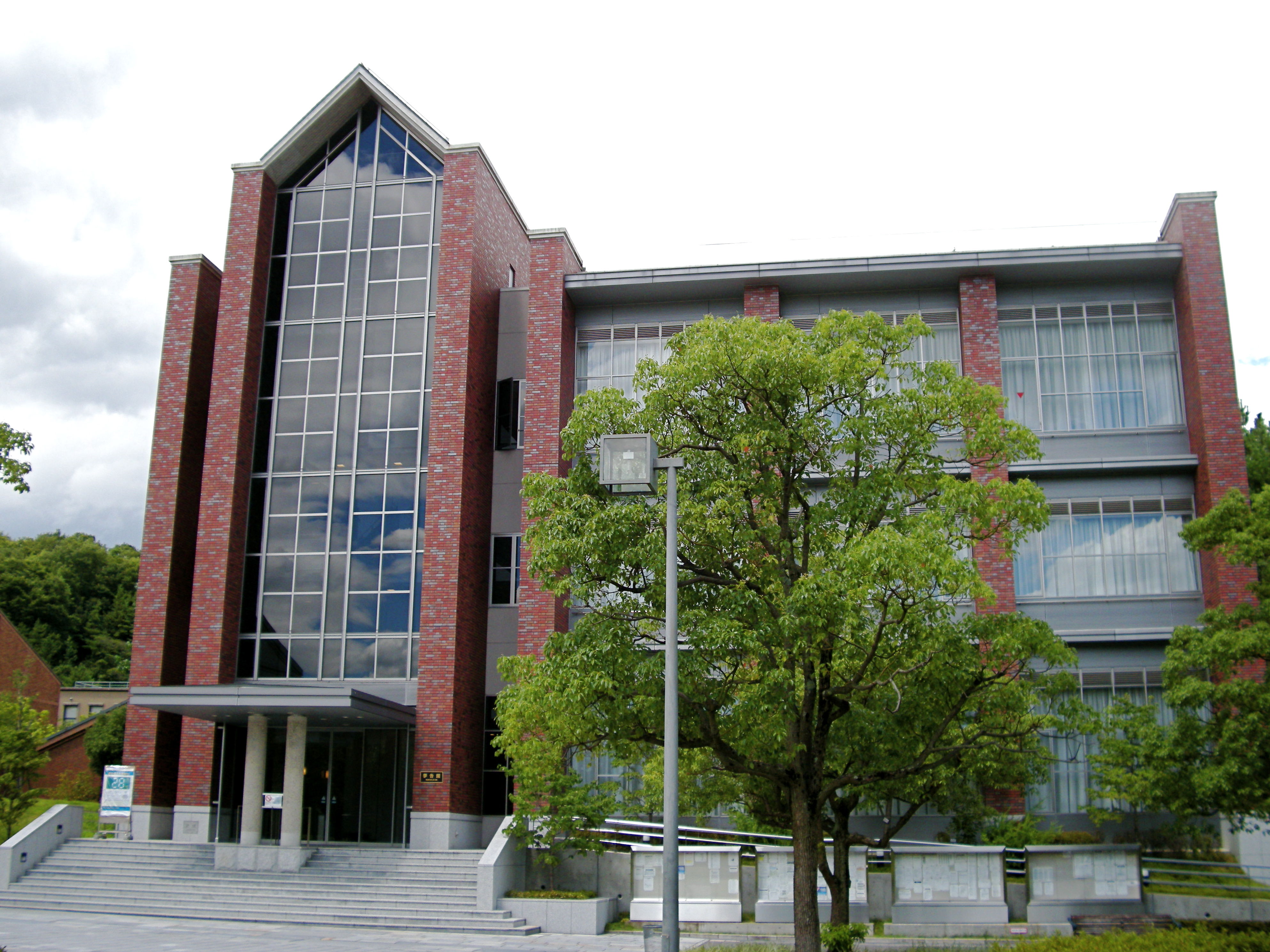
Mukokukan, Kyotanabe